# 班克斯岛

班克斯岛在加拿大的位置

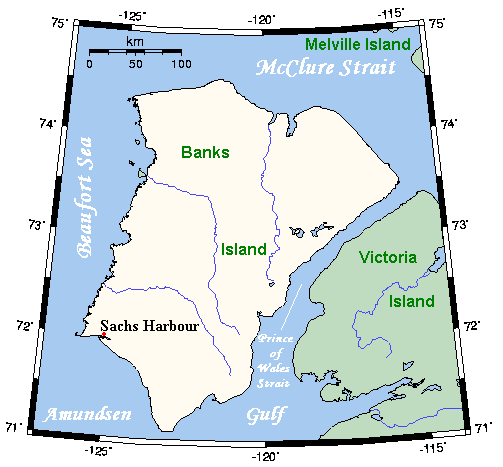
班克斯岛近景

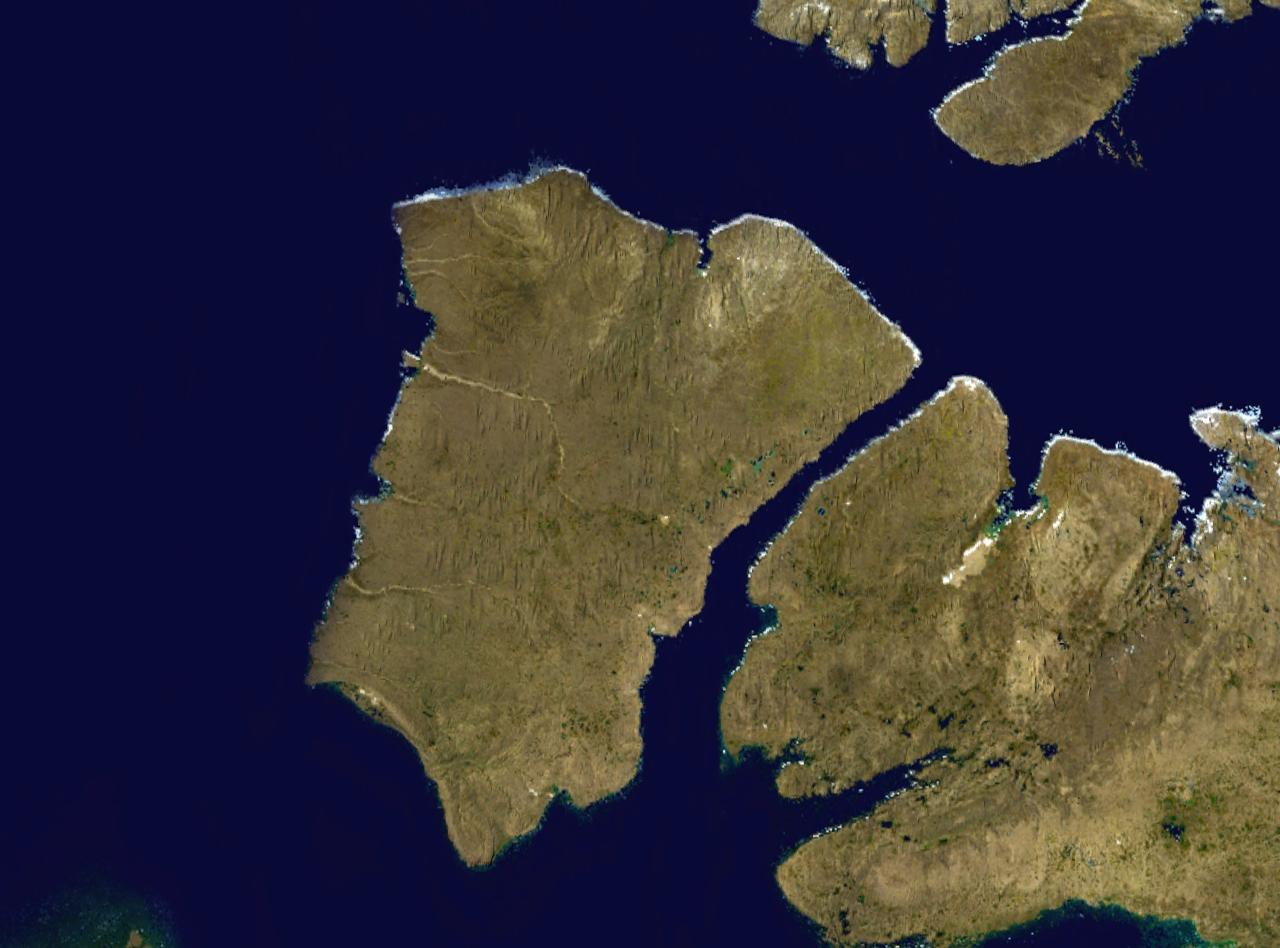
班克斯岛卫星图片

班克斯岛（英語：Banks Island；也被译作银行岛），是加拿大北极群岛地区一个比较大的岛，在1820年由威廉·爱德华·帕里为纪念约瑟夫·班克斯命名。占地70,028平方千米，世界第24大岛。岛上唯一永久定居点是萨克斯港，人口约136（2010年），该岛在1961年建立了两个候鸟保护区。最高点在岛的南部（730m）。2006年在高盛湾附近第一次拍摄到灰熊和北极熊交配的场面。